# Federazione cestistica della Danimarca
La Danmarks Basketball-Forbund (Danmarks Basketball-Forbund, acronimo DBBF) è l'ente che controlla e organizza la pallacanestro in Danimarca.
La federazione controlla inoltre le nazionali maschile e femminile. Ha sede a Copenaghen e l'attuale presidente è Michael Honore Bloch.
È affiliata alla FIBA dal 1951 e organizza il campionato di pallacanestro danese.